# Zapasy na Letnich Igrzyskach Olimpijskich 2000 – kategoria do 85 kg w stylu klasycznym
Zmagania mężczyzn do 85 kg to jedna z ośmiu męskich konkurencji w zapasach w stylu klasycznym rozgrywanych podczas Letnich Igrzysk Olimpijskich 2000. Pojedynki w tej kategorii wagowej odbyły się w dniach 25 – 27 września.

## Klasyfikacja[1]
| Pozycja | Nazwisko               | Kraj              |
| ------- | ---------------------- | ----------------- |
| 1       | Hamza Yerlikaya        | Turcja            |
| 2       | Sándor Bárdosi         | Węgry             |
| 3       | Muchran Wachtangadze   | Gruzja            |
| 4       | Waleryj Cyleńć         | Białoruś          |
| 5       | Luis Enrique Méndez    | Kuba              |
| 6       | Gocza Ciciaszwili      | Izrael            |
| 7       | Martin Lidberg         | Szwecja           |
| 8       | Muhammad Abd al-Fattah | Egipt             |
| 9       | Toomas Proovel         | Estonia           |
| 10      | Yuriy Vitt             | Uzbekistan        |
| 11      | Eddy Bartolozzi        | Wenezuela         |
| 12      | Thomas Zander          | Niemcy            |
| 13      | Aleksandr Mieńszczikow | Rosja             |
| 14      | Wjaczesław Ołejnyk     | Ukraina           |
| 15      | Raatbek Sanatbajew     | Kirgistan         |
| 16      | Umar Basz Hanba        | Tunezja           |
| 17      | Marko Asell            | Finlandia         |
| 18      | Arek Olczak            | Australia         |
| 19      | Quincey Clark          | Stany Zjednoczone |
| DQ      | Fritz Aanes            | Norwegia          |

- Fritz Aanes, który zajął czwarte miejsce, został zdyskwalifikowany za doping, Nandrolon.

## Zasady[2]
- PP — Na punkty (Pokonany zdobył punkty)
- PO — Na punkty (Pokonany bez punktów)
- PA — Kontuzja
- ST — Przewaga (10 punktów różnicy, pokonany bez punktów)
- TO — Nokaut

## Wyniki[3]

### Rundy eliminacyjne

#### Grupa 1
| Zawodnik        | W | P | Punkty | Punkty techniczne |
| --------------- | - | - | ------ | ----------------- |
| Hamza Yerlikaya | 2 | 0 | 7      | 15                |
| Thomas Zander   | 1 | 1 | 4      | 4                 |
| Marko Asell     | 0 | 2 | 1      | 1                 |

|                 |                 | Punkty | Punkty techniczne |
| --------------- | --------------- | ------ | ----------------- |
| Marko Asell     | Thomas Zander   | 1-3 PP | 1-3               |
| Hamza Yerlikaya | Marko Asell     | 4-0 ST | 10-0              |
| Thomas Zander   | Hamza Yerlikaya | 1-3 PP | 1-5               |

#### Grupa 2
| Zawodnik               | W | P | Punkty | Punkty techniczne |
| ---------------------- | - | - | ------ | ----------------- |
| Luis Enrique Méndez    | 2 | 0 | 6      | 9                 |
| Muhammad Abd al-Fattah | 1 | 1 | 5      | 15                |
| Quincey Clark          | 0 | 2 | 0      | 0                 |

|                        |                        | Punkty | Punkty techniczne |
| ---------------------- | ---------------------- | ------ | ----------------- |
| Quincey Clark          | Luis Enrique Méndez    | 0-3 PO | 0-5               |
| Muhammad Abd al-Fattah | Quincey Clark          | 4-0 ST | 12-0              |
| Luis Enrique Méndez    | Muhammad Abd al-Fattah | 3-1 PP | 4-3               |

#### Grupa 3
| Zawodnik               | W | P | Punkty | Punkty techniczne |
| ---------------------- | - | - | ------ | ----------------- |
| Waleryj Cyleńć         | 1 | 1 | 4      | 4                 |
| Aleksandr Mieńszczikow | 1 | 1 | 3      | 2                 |
| Wjaczesław Ołejnyk     | 1 | 1 | 3      | 6                 |

|                        |                        | Punkty | Punkty techniczne |
| ---------------------- | ---------------------- | ------ | ----------------- |
| Aleksandr Mieńszczikow | Waleryj Cyleńć         | 0-3 PO | 0-3               |
| Wjaczesław Ołejnyk     | Aleksandr Mieńszczikow | 0-3 PO | 0-2               |
| Waleryj Cyleńć         | Wjaczesław Ołejnyk     | 1-3 PP | 1-6               |

#### Grupa 4
| Zawodnik             | W | P | Punkty | Punkty techniczne |
| -------------------- | - | - | ------ | ----------------- |
| Muchran Wachtangadze | 2 | 0 | 6      | 8                 |
| Toomas Proovel       | 1 | 1 | 4      | 8                 |
| Raatbek Sanatbajew   | 0 | 2 | 2      | 3                 |

|                      |                      | Punkty | Punkty techniczne |
| -------------------- | -------------------- | ------ | ----------------- |
| Toomas Proovel       | Muchran Wachtangadze | 1-3 PP | 4-6               |
| Raatbek Sanatbajew   | Toomas Proovel       | 1-3 PP | 2-4               |
| Muchran Wachtangadze | Raatbek Sanatbajew   | 3-1 PP | 2-1               |

#### Grupa 5
| Zawodnik        | W | P | Punkty | Punkty techniczne |
| --------------- | - | - | ------ | ----------------- |
| Sándor Bárdosi  | 3 | 0 | 10     | 19                |
| Martin Lidberg  | 2 | 1 | 7      | 3                 |
| Eddy Bartolozzi | 1 | 2 | 4      | 5                 |
| Arek Olczak     | 0 | 3 | 0      | 0                 |

|                |                 | Punkty | Punkty techniczne |
| -------------- | --------------- | ------ | ----------------- |
| Sándor Bárdosi | Martin Lidberg  | 3-0 PO | 2-0               |
| Arek Olczak    | Eddy Bartolozzi | 0-3 PO | 0-3               |
| Sándor Bárdosi | Arek Olczak     | 4-0 ST | 12-0              |
| Martin Lidberg | Eddy Bartolozzi | 3-1 PP | 3-2               |
| Sándor Bárdosi | Eddy Bartolozzi | 3-0 PO | 5-0               |
| Martin Lidberg | Arek Olczak     | 4-0 PA | WO                |

#### Grupa 6
| Zawodnik          | W | P | Punkty | Punkty techniczne |
| ----------------- | - | - | ------ | ----------------- |
| Fritz Aanes       | 3 | 0 | 10     | 25                |
| Gocza Ciciaszwili | 2 | 1 | 8      | 16                |
| Yuriy Vitt        | 1 | 2 | 4      | 5                 |
| Umar Basz Hanba   | 0 | 3 | 2      | 2                 |

|                   |                 | Punkty | Punkty techniczne |
| ----------------- | --------------- | ------ | ----------------- |
| Gocza Ciciaszwili | Fritz Aanes     | 1-3 PP | 2-7               |
| Yuriy Vitt        | Umar Basz Hanba | 3-1 PP | 4-1               |
| Gocza Ciciaszwili | Yuriy Vitt      | 3-0 PO | 3-0               |
| Fritz Aanes       | Umar Basz Hanba | 4-0 ST | 12-0              |
| Gocza Ciciaszwili | Umar Basz Hanba | 4-1 SP | 11-1              |
| Fritz Aanes       | Yuriy Vitt      | 3-1 PP | 6-1               |

### Runda finałowa
|  | Ćwierćfinały         | Ćwierćfinały         | Ćwierćfinały |  |  | Półfinały            | Półfinały            | Półfinały      |   |                 | Finał                | Finał                | Finał       |
|  |                      |                      |              |  |  |                      |                      |                |   |                 |                      |                      |             |
|  | Hamza Yerlikaya      | Hamza Yerlikaya      | 3            |  |  |                      |                      |                |   |                 |                      |                      |             |
|  | Luis Enrique Méndez  | Luis Enrique Méndez  | 0            |  |  | Hamza Yerlikaya      | Hamza Yerlikaya      | 3              |   |                 |                      |                      |             |
|  | Waleryj Cyleńć       | Waleryj Cyleńć       | 5            |  |  | Muchran Wachtangadze | Muchran Wachtangadze | 0              |   |                 |                      |                      |             |
|  | Muchran Wachtangadze | Muchran Wachtangadze | 6            |  |  |                      |                      |                |   | Hamza Yerlikaya | Hamza Yerlikaya      | 3                    |             |
|  |                      |                      |              |  |  |                      | Sándor Bárdosi       | Sándor Bárdosi | 3 |                 |                      |                      |             |
|  |                      |                      |              |  |  | Sándor Bárdosi       | Sándor Bárdosi       | 4              |   |                 |                      |                      |             |
|  |                      |                      |              |  |  | Fritz Aanes          | Fritz Aanes          | 1              |   |                 | o 3 miejsce          | o 3 miejsce          | o 3 miejsce |
|  |                      |                      |              |  |  |                      |                      |                |   |                 |                      |                      |             |
|  |                      |                      |              |  |  |                      |                      |                |   |                 | Muchran Wachtangadze | Muchran Wachtangadze | 4           |
|  |                      |                      |              |  |  |                      |                      |                |   |                 | Fritz Aanes          | Fritz Aanes          | 0           |

|  |                     |   |
|  | o 5 miejsce         |   |
|  |                     |   |
|  |                     |   |
|  |                     |   |
|  | Luis Enrique Méndez | 0 |
|  | Luis Enrique Méndez | 0 |
|  | Waleryj Cyleńć      | 4 |
|  | Waleryj Cyleńć      | 4 |
|  |                     |   |